# Prix David-Gemmell
 (février 2024).
Le prix David-Gemmell est un prix littéraire britannique pour les romans de fantasy, créé en 2009 et clos en 2019.

## Historique
En 2009, à la suite de l'autorisation de Stella Gemmell, la veuve de David Gemmell, un prix littéraire a été créé en l'honneur de l'auteur britannique, afin de récompenser des romans de fantasy (écrit ou traduit en langue anglaise) de l'année précédente. Ainsi est né le prix David Gemmell Legend. Il est à noter que ce prix n'est pas décerné par un jury de spécialistes mais par un vote public sur Internet ouvert aux lecteurs du monde entier.
En 2010, deux nouvelles catégories ont vu le jour, le prix Morningstar, récompensant un premier roman (ou un premier roman traduit), et le prix Ravenheart, récompensant la plus belle illustration de couverture.
En 2019, le prix cesse d'être attribué, l'explication donnée par les organisateurs étant principalement celle du manque de personnes pour constituer le comité.

## Palmarès

### Prix Legend (meilleur roman de fantasy)
- 2009 : Le Sang des elfes (Krew elfów) par Andrzej Sapkowski
- 2010 : Empire (Empire) par Graham McNeill
- 2011 : La Voie des rois (The Way of Kings) par Brandon Sanderson
- 2012 : La Peur du sage (The Wise Man’s Fear) par Patrick Rothfuss
- 2013 : Le Couteau aveuglant (The Blinding Knife) par Brent Weeks
- 2014 : L'Empereur écorché (Emperor of Thorns) par Mark Lawrence
- 2015 : Le Livre des Radieux (Words of Radiance) par Brandon Sanderson
- 2016 : La Clé du menteur (The Liar’s Key) par Mark Lawrence
- 2017 : Warbeast par Gavin Thorpe (en)
- 2018 : Sur les rives de l'Art et Le Destin de l'assassin (Assassin’s Fate) par Robin Hobb

### Prix Morningstar (meilleur premier roman)
- 2010 : Les Lames du cardinal par Pierre Pevel
- 2011 : Warrior Priest par Darius Hinks
- 2012 : L'Héritière de la nuit (en) (The Heir of Night) par Helen Lowe (en)
- 2013 : Malice (Malice) par John Gwynne
- 2014 : La Promesse du sang (en) (Promise of Blood) par Brian McClellan (en)
- 2015 : The Emperor's Blades par Brian Staveley (en)
- 2016 : The Vagrant par Peter Newman
- 2017 : Steal the Sky par Megan E. O’Keefe
- 2018 : La Mort ou la Gloire (Kings of the Wyld) par Nicholas Eames

### Prix Ravenheart (meilleure illustration de couverture)
- 2010 : Laura Brett, Dave Senior et Didier Graffet pour la couverture de Servir froid (Best Served Cold) par Joe Abercrombie
- 2011 : Olof Erla Einarsdottir pour la couverture de Power and Majesty par Tansy Rayner Roberts (en)
- 2012 : Raymond Swanland pour la couverture de Warhammer : Blood of Aenarion par William King
- 2013 : Dave Senior et Didier Graffet pour la couverture de Pays rouge (Red Country) par Joe Abercrombie
- 2014 : Jason Chan pour la couverture de L'Empereur écorché (Emperor of Thorns) par Mark Lawrence
- 2015 : Sam Green pour la couverture de Le Livre des Radieux (Words of Radiance) par Brandon Sanderson
- 2016 : Jason Chan pour la couverture de La Clé du menteur (The Liar’s Key) par Mark Lawrence
- 2017 : Alessandro Baldaserroni pour la couverture de Black Rift par Josh Reynolds
- 2018 : Richard Anderson pour la couverture de La Mort ou la Gloire (Kings of the Wyld) par Nicholas Eames